# Hirschthal (Pfalz)

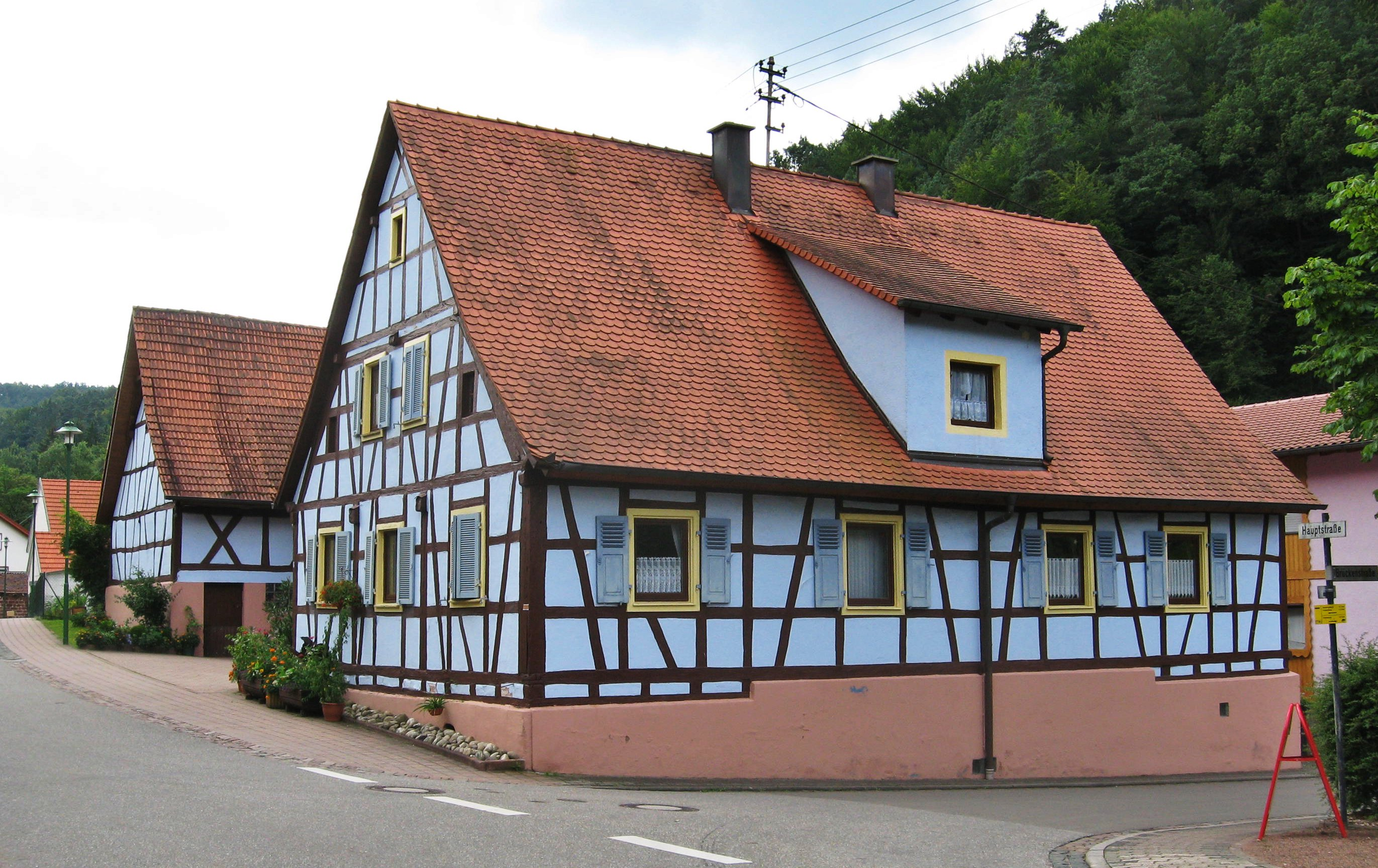
Fachwerkhäuser entlang der Hauptstraße von Hirschthal

Hirschthal ist eine Ortsgemeinde im rheinland-pfälzischen Landkreis Südwestpfalz, innerhalb dessen sie gemessen an der Einwohnerzahl die kleinste Gemeinde darstellt. Sie gehört der Verbandsgemeinde Dahner Felsenland an, die ihren Verwaltungssitz in der Stadt Dahn hat. Hirschthal ist Grenzort zu Frankreich und gehört gemessen an der Fläche zu den kleinsten Gemeinden Deutschlands.

## Geographie

### Lage
Hirschthal liegt im südlichen Pfälzerwald, dem deutschen Teil des Wasgaus und gehört zur Untereinheit Stürzelbronn-Schönauer Felsenland. Die Ortsgemeinde befindet sich direkt an der Grenze zu Frankreich. 56,1 Prozent der Gemarkungsfläche sind bewaldet. Nachbargemeinden sind im Norden Schönau und im Süden Lembach. Nächstgrößere Städte sind das elsässische Weißenburg im Osten und Pirmasens im Nordwesten.

### Erhebungen und Gewässer
Der Südosthang des Hichtenbergs befindet sich auf der Gemarkung von Hirschthal.
Durch die Ortsgemeinde fließt von Nord nach Süd die Sauer, die auf der deutschen Seite der Grenze zu Frankreich noch Saarbach heißt. Die Sauer ist ein linker Nebenfluss des Rheins und hat eine Länge von 85 Kilometer. Vor Ort nimmt sie von rechts den Hichtenbach auf.

### Klima
Der Jahresniederschlag beträgt 928 Millimeter.

## Geschichte
Der Ort wurde im Jahr 1129 unter dem Namen „Hirzthal“ erstmals urkundlich erwähnt, als Gottfried von Fleckenstein das Dorf zusammen mit Schönau dem Kloster St. Walburgis im Hagenauer Forst schenkte.
Bis Ende des 18. Jahrhunderts gehörte der Ort zum Herzogtum Pfalz-Zweibrücken. Nach der Einnahme des Linken Rheinufers durch französische Revolutionstruppen im Jahr 1794 war er von 1798 bis 1814 dem Kanton Pirmasens im Departement Donnersberg zugeordnet. Aufgrund der Vereinbarungen des Wiener Kongresses kam das Gebiet der Pfalz im Juni 1815 zu Österreich und auf der Grundlage eines Tauschvertrages im Mai 1816 an das Königreich Bayern. Unter der bayerischen Verwaltung wurde Hirschthal 1817 zusammen mit sechs weiteren Gemeinden in den Kanton Dahn übertragen, der zum Landkommissariat Pirmasens im Rheinkreis, der späteren Pfalz, gehörte. 1828 hatte das Dorf Hirschthal 80 katholische und 201 protestantische Einwohner.  Ab 1862 war der Ort Bestandteil des Bezirksamtes Pirmasens.
1939 wurde Hirschthal in den Landkreis Pirmasens (ab 1997 Landkreis Südwestpfalz) eingegliedert. Da der Ort sich in der Roten Zone befand wurden die Bewohner mit Beginn des Zweiten Weltkriegs vorübergehend evakuiert. Nach dem Krieg wurde die Gemeinde innerhalb der französischen Besatzungszone Teil des damals neu gebildeten Landes Rheinland-Pfalz. Im Zuge der ersten rheinland-pfälzischen Verwaltungsreform wurde der Ort Bestandteil der neu geschaffenen Verbandsgemeinde Dahner Felsenland.

## Bevölkerung

### Einwohnerentwicklung
Die Entwicklung der Einwohnerzahl der Gemeinde Hirschthal verlief folgendermaßen, die Werte von 1871 bis 1987 beruhen auf Volkszählungen:
| Jahr | Einwohner |
| ---- | --------- |
| 1815 | 184       |
| 1835 | 263       |
| 1871 | 266       |
| 1905 | 196       |
| 1939 | 198       |
| 1950 | 126       |

| Jahr | Einwohner |
| ---- | --------- |
| 1961 | 147       |
| 1970 | 154       |
| 1987 | 115       |
| 1997 | 115       |
| 2005 | 114       |
| 2023 | 83        |

### Konfessionsstatistik
Mit Stand Juni 2005 waren 42,3 % der Einwohner evangelisch und 33,7 % katholisch. Die übrige 24 % gehörten einer anderen Glaubensgemeinschaft an oder waren konfessionslos. Der Anteil der Protestanten und Katholiken an der Gesamtbevölkerung ist seitdem jährlich um 1 Prozentpunkt gesunken. Mit Stand Dezember 2024 waren von den Einwohnern 37,2 % evangelisch und 16,7 % katholisch; 46,2 % gehörten sonstigen oder keinen Glaubensgemeinschaften an.

## Politik

### Gemeinderat
Der Gemeinderat in Hirschthal besteht aus sechs Ratsmitgliedern, die bei der Kommunalwahl am 9. Juni 2024 in einer Mehrheitswahl gewählt wurden, und dem ehrenamtlichen Ortsbürgermeister als Vorsitzendem.

### Bürgermeister
Uwe Großmann wurde am 23. Juli 2024 Ortsbürgermeister von Hirschthal. Da bei der Direktwahl am 9. Juni 2024 kein Bewerber angetreten war, erfolgte die anstehende Wahl des Bürgermeisters gemäß Gemeindeordnung durch den Rat. Dieser wählte einstimmig Großmann zum neuen Ortsbürgermeister. Seine Amtsvorgängerin war Yvonne Darsch. Sie war von 2014 bis 2024 im Amt. Davor hatten Ingeborg Kessler und bis 2008 Volker Koch dieses Amt inne.

### Wappen
| Wappen von Hirschthal | Blasonierung: „Geteilt und oben sechsmal von Grün und Silber geteilt, belegt mit einem schrägliegenden roten Krummstab, unten in Schwarz ein goldenes Hirschgeweih.“ |
| Wappen von Hirschthal | Wappenbegründung: Es wurde 1982 von der Bezirksregierung Neustadt genehmigt.                                                                                         |

## Kultur und Sehenswürdigkeiten

### Kulturdenkmäler

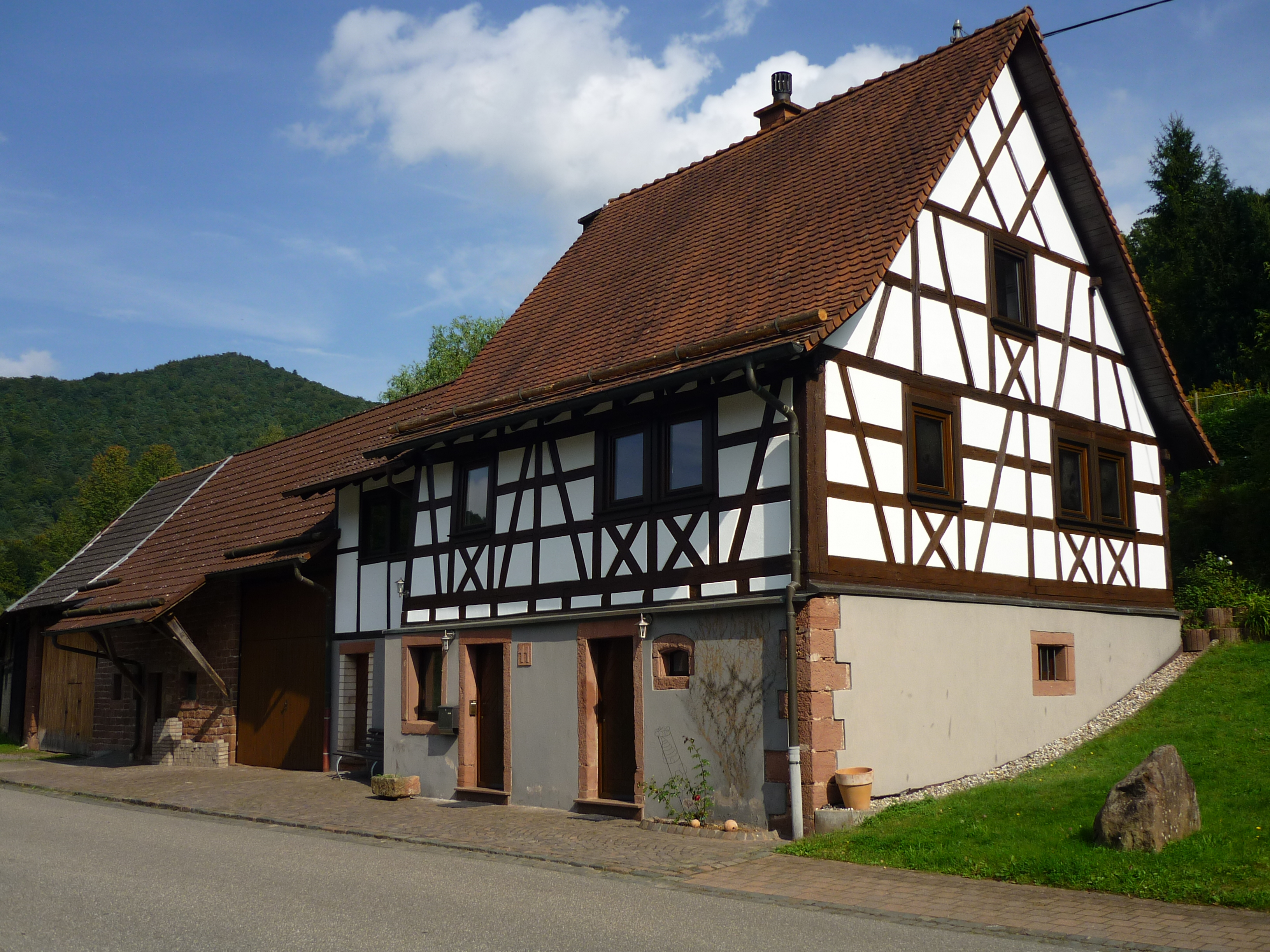
Denkmalgeschütztes Fachwerkhaus an der Hauptstraße 11

An der Hauptstraße liegen drei sehr gut restaurierte Fachwerkhäuser, die unter Denkmalschutz stehen.

### Natur
Die Gemeinde liegt im Naturpark Pfälzerwald, der wiederum zum Biosphärenreservat Pfälzer Wald-Vosges du Nord gehört.

## Wirtschaft und Infrastruktur

### Wirtschaft
Aufgrund der geographischen Gegebenheiten dominierte vor Ort jahrhundertelang die Forst- und Holzwirtschaft.

### Verkehr
Durch den Ort führt die Landesstraße 488, die als Verlängerung zweier weiterer Landesstraßen – 478 und 489 – von Dahn her kommt und sich in Frankreich als D 925 fortsetzt. Etwa sieben Kilometer nordöstlich verläuft in Ost-West-Richtung die Bundesstraße 427, die von Kandel über Bad Bergzabern und Dahn nach Hinterweidenthal führt.

### Tourismus
Durch Hirschthal führt der von Hornbach nach Bundenthal verlaufende Hornbach-Fleckenstein-Radweg. Zudem ist die Gemeinde südlicher Endpunkt eines Wanderwegs, der mit einem grün-gelben Balken markiert ist und der in Kirchheimbolanden seinen nördlichen Ausgangspunkt nimmt. Darüber hinaus liegt Hirschthal am mit einem blauen Balken gekennzeichneten Fernwanderweg Staudernheim–Soultz-sous-Forêts. Wenige hundert Meter südöstlich der Gemeinde, jenseits der französischen Grenze, steht auf 370 m Höhe die Ruine der Burg Fleckenstein. Sie ist die am zweithäufigsten frequentierte Burg im Elsass.